# Associazione Calcio Marzoli 1951-1952
Questa voce raccoglie le informazioni riguardanti l'Associazione Calcio Marzoli nelle competizioni ufficiali della stagione 1951-1952.

## Rosa
| N. |                   | Ruolo | Calciatore         |
| -- | ----------------- | ----- | ------------------ |
|    | Italia (bandiera) | A     | G. Abba            |
|    | Italia (bandiera) | D     | Vincenzo Amoruso   |
|    | Italia (bandiera) | A     | Ferruccio Azzarini |
|    | Italia (bandiera) | A     | M. Cavalleri       |
|    | Italia (bandiera) | A     | G. Farina          |
|    | Italia (bandiera) | A     | Luciano Loschi     |
|    | Italia (bandiera) | C     | Giovanni Mangini   |
|    | Italia (bandiera) | D     | Ardemio Marangoni  |

| N. |                   | Ruolo | Calciatore      |
| -- | ----------------- | ----- | --------------- |
|    | Italia (bandiera) | C     | Carlo Moletta   |
|    | Italia (bandiera) | A     | Cosimo Muci     |
|    | Italia (bandiera) | C     | Elio Mussinelli |
|    | Italia (bandiera) | C     | A. Sala         |
|    | Italia (bandiera) | A     | G. Svanetti     |
|    | Italia (bandiera) | C     | A. Tambini      |
|    | Italia (bandiera) | P     | G. Zani         |